# 文寶賢
文寶賢（韓語：김용수），韓國電視劇導演。

## 作品列表

### 電視劇
- 2001年：KBS《人生多美好》
- 2001年：KBS《這是愛》
- 2005年：KBS《悲傷啊，再見！》
- 2007年：KBS《比天高比地厚》
- 2008年：KBS《單身爸爸戀愛中》
- 2009年：KBS《回家的路》

### 製作人作品
- 2010年：KBS《風吹好日子》
- 2010年：KBS《笑吧！東海》
- 2011年：KBS《我們家的女人們》

### 總製作人作品
- 2006年：KBS《春之戀》
- 2006年：KBS《家有七公主》
- 2009年：KBS《不像三兄弟》
- 2011年：KBS《浪漫小鎮》
- 2011年：KBS《逆轉千金》
- 2012年：KBS《星星月亮都摘給你》
- 2012年：KBS《我的女兒㥠榮》
- 2012年：KBS《加油，金先生！》
- 2013年：KBS《天命：朝鮮版逃亡者故事》
- 2013年：KBS《王家一家人》
- 2014年：KBS《真是好時節》

## 外部連結
- NAVER （页面存档备份，存于）